# Lutjanus colorado
Lutjanus colorado är en fiskart som beskrevs av Jordan och Gilbert 1882. Lutjanus colorado ingår i släktet Lutjanus och familjen Lutjanidae. IUCN kategoriserar arten globalt som livskraftig. Inga underarter finns listade i Catalogue of Life.